# Tijdschrift

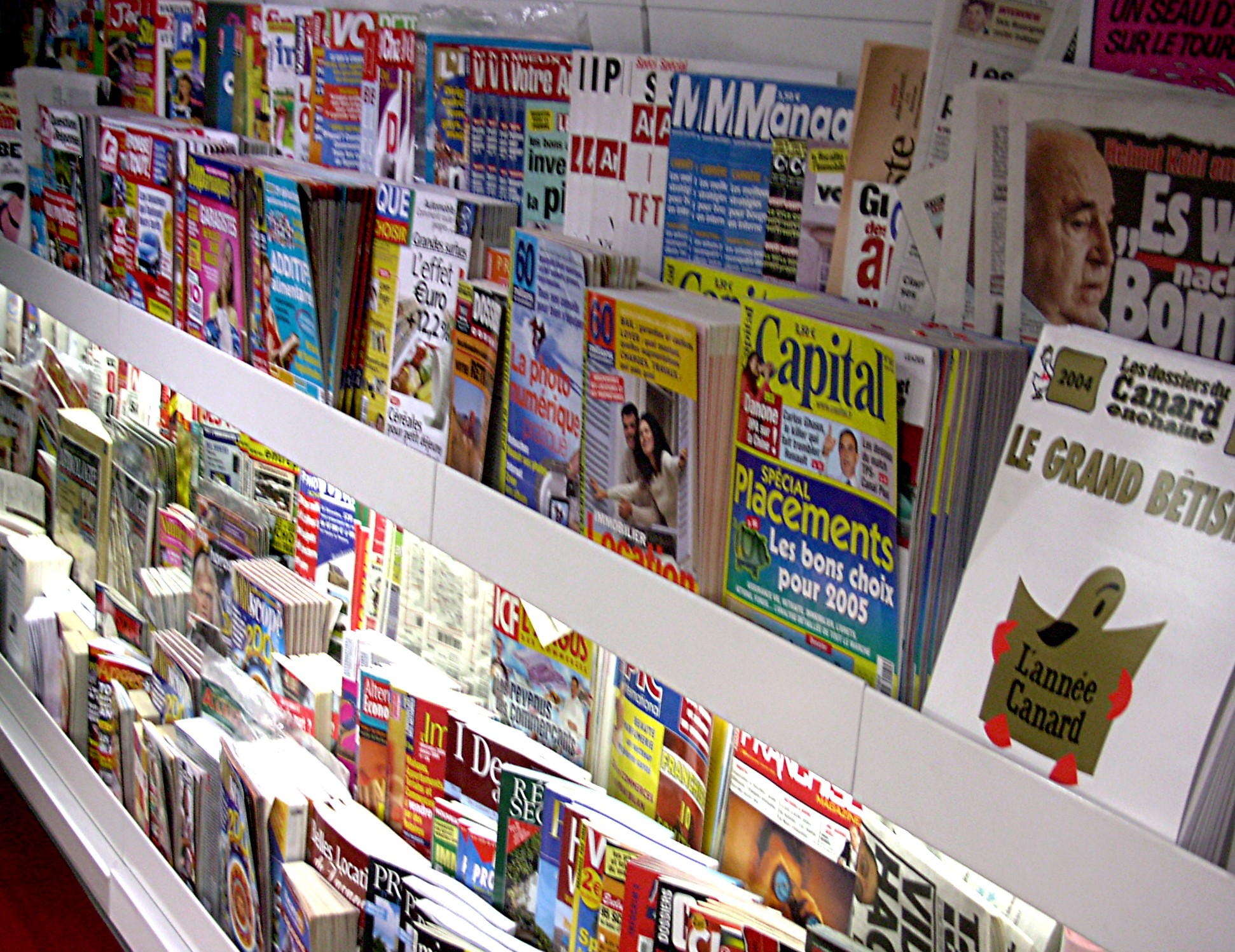
Verschillende tijdschriften in een winkel

Een tijdschrift, periodiek, maandblad of weekblad (ook magazine, Engels) is een periodieke publicatie die per aflevering bestaat uit een bundeling van artikelen. Een tijdschrift kan betaalde advertenties bevatten. In andere gevallen wordt het tijdschrift volledig gefinancierd door de verkoopprijs of functioneert het als een communicatiemiddel aan leden en donateurs van een organisatie. De meeste tijdschriften steunen op een gemengde financiering op basis van advertenties en verkoop.
Traditioneel wordt een tijdschrift op papier gedrukt. Er bestaan ook tijdschriften die alleen in digitale vorm verschijnen, zie digitaal tijdschrift.
Een tijdschrift onderscheidt zich van een dagblad door de frequentie van verschijnen, door een inhoudelijke thematiek en door het hebben van een omslag (cover). De cover heeft een belangrijke functie om de aandacht te trekken van de lezer. Een goede cover roept bepaalde emoties op waardoor je het blad wilt kopen en lezen.  

## Soorten tijdschriften
Categorieën voor de tijdschriften zijn:
- Publieksbladen (bijvoorbeeld damesbladen, opiniebladen, dagbladen)
- Vakbladen en academische tijdschriften (bijvoorbeeld gericht op een bepaald beroep of tak van wetenschap)
- Verenigingstijdschrift en bedrijfsbladen (zie pagina bedrijfsblad) voor informeren van personeel, klanten, leden en/of donateurs van een organisatie (bijvoorbeeld Shell Venster) omroepgids, blad van de consumentenbond etc.)
- Relatietijdschriften of sponsored magazines (gericht om de band van de lezer aan de organisatie sterker te maken, bijvoorbeeld een supermarktmagazine)

## Ontstaan
Het ontstaan van tijdschriften valt samen met de verzuiling in de negentiende en twintigste eeuw. De diverse geloofsgroepen en politieke partijen willen hun achterban informeren over hun standpunten door middel van periodieke bladen. De inhoud daarvan is veelal gericht op de hele familie. Als de verzuiling in de periode na de Tweede Wereldoorlog sterk afneemt gaan tijdschriften zich richten op nieuwe doelgroepen, bijvoorbeeld levensstijl (wonen, tuininrichting, culinair, reizen etc.) Door de toename van het medialandschap neemt ook het fenomeen roddelbladen toe. 

## Kenmerken
Tijdschriften dragen kenmerken naar frequentie, verspreidingsgebied, thematiek en doelgroep

### Frequentie van verschijnen
In het algemeen hebben tijdschriften een vaste verschijningsfrequentie, bijvoorbeeld wekelijks (een weekblad), tweewekelijks, maandelijks (een maandblad) of per kwartaal. Er zijn ook onregelmatig verschijnende tijdschriften. Ook de oplage staat vaak vast, al besluiten uitgevers regelmatig meer exemplaren te laten drukken van bladen waarvan verwacht wordt dat ze het goed zullen doen, en vaak zijn tijdschriften ook lang na de verschijningsdatum nog na te bestellen. Tijdschriften zijn doorgaans verkrijgbaar in krantenwinkels en -kiosken. De levering van tijdschriften wordt in Nederland verzorgd door Aldipress, Betapress en VMBpress. Lezers kunnen zich ook abonneren op tijdschriften zodat ze deze rond de datum van verschijnen thuisbezorgd krijgen.

### Verspreiding
Tijdschriften verschijnen nog grotendeels op papier. Ze worden meestal gedrukt in katernen van 16 bladzijden, die dan geniet, geplakt of ingebonden worden.
De jongste twintig jaar ondergaat het geschreven medialandschap echter een grondige verandering. Met name de digitale publicaties kennen een forse opmars. Heel wat tijdschriften worden vandaag ook digitaal verspreid. Ofwel als e-zine dat naar abonnees toegemaild wordt, ofwel op een interactieve website die geregeld bijgewerkt wordt. Sommige tijdschriften verschijnen nog altijd enkel op papier, andere enkel digitaal.
Tijdschriften onderscheiden zich ook op het vlak van geografische verspreiding. Er zijn internationale tijdschriften, terwijl andere publicaties enkel in één land of landsdeel verschijnen. Daarnaast heb je, vooral in Vlaanderen, maar ook in Nederland, nog regionale tijdschriften die lokaal nieuws uit een bepaalde streek of gemeente brengen.

### Thematiek en doelgroep
Enerzijds zijn er tijdschriften die inspelen op de algemene actualiteit. Ze brengen in grote lijnen dezelfde onderwerpen en thema's als dagbladen, maar voorzien veel meer duiding en achtergrond.
Anderzijds bestaan er ook tijdschriften met een duidelijk omschreven doelgroep. Daarbij kan gedacht worden aan leeftijdscategorieën, culturele groepen, specifieke belangstelling, politieke interesse/voorkeur (opiniebladen) etc. Voor eventuele adverteerders vormen tijdschriften een aantrekkelijke manier om specifieke doelgroepen te bereiken. De inhoud van het tijdschrift is toegesneden op de betreffende doelgroep.
Doelgroepen voor de categorie Publieksbladen kunnen worden ingedeeld naar:
- Leeftijdscategorie (kinder- en jeugdtijdschriften):
  - Kleuters
  - Kinderen
  - Tieners
  - Jongvolwassenen
  - Ouderen
- Specifieke belangstelling:
  - Lifestyle
  - Vrijetijdsbesteding
  - Strip
  - Autosport
  - Kunst
  - Sport
  - Erotiek
- Sociaal-culturele groepering:
  - Sekse
  - Seksuele geaardheid
  - Opleidingsniveau
  - Religieuze overtuiging
  - Politieke overtuiging (opiniebladen):
    - Links
    - Rechts
    - Progressief, vernieuwend

  - Zuilen
  - Etnische afkomst
  - Regio

## Organisatie
De redactie van tijdschriften wordt vaak gevormd door een kleine kernredactie met daaromheen een netwerk van freelancers. Beroepsjournalisten van tijdschriften in België zijn verenigd in de VJPP. Die organisatie verdedigt hun belangen en levert officiële perskaarten af.
Sinds 1998 worden in Nederland de Mercurs uitgereikt voor Nederlandse tijdschriften en bladenmakers. De Mercurs zijn jaarlijks uitgegeven vakprijzen in diverse categorieën waaronder Tijdschrift van het jaar.

## Online tijdschriften
Op Nederland gerichte abonnementsdiensten voor pakketten online te lezen tijdschriften zijn:
- Tijdschrift.nl
- Readly
- Blendle (alleen geselecteerde artikelen)